# Jesen (drevo)
Jêsen (znanstveno ime Fraxinus) je rod dreves iz družine oljkovk s pernatimi listi in trdim lesom. 
V Sloveniji so samonikli veliki jesen (Fraxinus excelsior), mali jesen (Fraxinus ornus) in ostrolistni jesen (Fraxinus oxycarpa).

## Splošen opis
Jesen raste kot drevo bolj posamično. Čiste sestoje tvori redko. Drevo lahko zraste do višine 40 m. V gostih sestojih lahko tvori gladko in lepo oblikovano deblo.

## Življenjski prostor
Rad raste ob lokah, rekah, potokih na sveži globoki zemlji na kateri se ne zadržuje voda.

## Jesenov les
Jesenovina je belkastorumena, brez črnjave. Pri debelejših drevesih se rado pojavi tako imenovano "olivno srce", to je olivno obarvano sredica debla. Gostota lesa je 650 kg/m3. To je eden naših najbolj trdnih in žilavih lesov, še posebno jesenovina s širokimi branikami. Suši se hitro in lahko.

## Plod
Jesenovi plodovi imajo jezičaste letalne podaljške (krilati orešek)

## Uporaba
Ker je zelo elastičen in plastičen, se iz njega dobro izdeluje furnir. Jesen se dobro luži. Zaradi njegove trdnosti in žilavosti, se uporablja tudi za športno orodje (smuči, vesla, sani, gimnastične naprave), pohištvo, talne obloge, furnir, krivljen les.
1. 1 2  Rastline. Učila International. 2002. str. 119. COBISS 117090048. ISBN 961-233-426-9.